# Fabio Rosini
Don Fabio Rosini (Roma, 1 de outubro de 1961) é um padre italiano, estudioso da Bíblia e escritor.
Padre Fabio Rosini, antes de sua ordenação sacerdotal em 1991 na Basílica de San Giovanni in Laterano, era violoncelista[1].
É conhecido por ter proposto, desde 1993, alguns itinerários bíblicos dirigidos aos jovens e partilhados com outros sacerdotes na Itália e no estrangeiro. Os temas propostos como “Os Dez Mandamentos” e, a seguir, “Os Sete Sinais do Evangelho de João”, visam guiar as pessoas à fé e à descoberta do seu papel na Igreja.
Rosini é biblista e colaborador da Rádio Vaticano, para a qual comenta semanalmente o Evangelho dominical que, até dezembro de 2020, também comentava para o semanário Famiglia Cristiana; é também professor do curso de Bíblia e comunicação da fé na Pontifícia Universidade da Santa Cruz.